# Ranunculus adoneus
Ranunculus adoneus es una de las especies del género Ranunculus comunes de las regiones altas de los Alpes de Europa

## Descripción
Es una planta arbustiva perenne que alcanza 6-10 dm de altura; trepadora, crece apoyándose en soportes vegetales. En primavera se torna rojiza. Y no siempre son verdes,  perdiendo las hojas por algunos meses al año.
Raíz fina que anualmente emite varios tallos erectos y redondos. Hojas basales persistentes, láminas circulares a reniformes, 2-3×-disectadas en segmentos lineales, 0,9-2,5 × 1,1-2,8 cm, base obtusa, márgenes enteros, ápices de segmentos angostos y aguzados. Flores amarillas, con pedicelos glabros; receptáculo glabro; sépalos 4-11 × 3-7 mm, abaxialmente poco pilosos, pelos incoloros; pétalos 5-10, 8-15 × 8-19 mm; nectario escamoso  glabro. Cabeza de aquenios ovoides, 6-12 × 5-9 mm; aquenios 1,8-2,4 × 1-1,4 mm, glabros o casi; pico subulado, recto, 1,2-1,7 mm. Tiene un número de cromosoma 2 n = 16.
Presenta heliotropismo.

## Taxonomía
Ranunculus adoneus fue descrita por Asa Gray y publicado en Proceedings of the Academy of Natural Sciences of Philadelphia 15(3): 56–57. 1863[1864].
Etimología
Ver: Ranunculus
adoneus: epíteto
Sinonimia
- Ranunculus adoneus var. alpinus (S. Watson) L.D. Benson
- Ranunculus eschscholtzii var. adoneus (A. Gray) C.L. Hitchc.
- Ranunculus eschscholtzii var. alpinus C.L. Hitchc.
- Ranunculus orthorhynchus var. alpinus S. Watson[2]